# Victor Thorn
Victor Thorn (Esch-sur-Alzette, 31 gennaio 1844 – Lussemburgo, 15 settembre 1930) è stato un politico lussemburghese.
È stato primo ministro del Lussemburgo dal 24 febbraio 1916 al 19 giugno 1917.

## Biografia
Victor Thorn nacque a Esch-sur-Alzette il 31 gennaio 1844.
Dal 1863 al 1866 studiò diritto alle università di Gand, Heidelberg e Digione per poi divenire avvocato nel foro della città di Lussemburgo dal 1867. Dal 1868 fece carriera nella magistratura ove rimase sino al 1883 quando venne nominato procuratore di stato.
Passato all'ambito politico, dal 1885 divenne membro del consiglio di stato rimanendo in carica sino al 1888, anno in cui il 22 settembre venne nominato ministro dei lavori pubblici rimanendo in carica sino al 26 ottobre 1892. Nel 1899 divenne procuratore generale.
Dal 3 marzo al 6 novembre 1915 venne chiamato a rivestire il ruolo di ministro della giustizia unitamente a quello dei lavori pubblici. Nel 1917 dal 24 febbraio al 19 giugno fu primo ministro del granducato di Lussemburgo, ricoprendo simultaneamente il ruolo di ministro degli affari esteri e di giustizia.
Dal 1921 al 1927 fu membro della corte permanente di Le Hague e dal 1929 divenne presidente del consiglio di stato.
Morì a Lussemburgo il 15 settembre 1930.